# Морской парк (Кеми)
Морской парк (фин. Meripuisto) — крупная парковая и музейная зона в городе Кеми, Финляндия.

## История
Площадь для парковой зоны была зарезервирована уже в первом городском плане Кеми в 1869 году архитектором Л. И. Линдквистом. Тем не менее, территория оставалась в основном занята естественными лесами и карьерами вплоть до 1893 года. В этом году на самой высокой точке парка был построен парковый павильон, спроектированный архитектором Вальдемаром Вилениусом. Восстановление парка, вероятно, началось в то же время. До тех пор, пока павильон не был построен, район был известен как Пляжный парк, а после того, как павильон был завершён, парк получил наименование Павильонного парка. Название Морского парка появилось гораздо позднее. Павильон долгое время работал как здание городского офиса.
Музейная зона, расположенная в прибрежной части парка, была основана в начале 1950-х годов, когда Региональная и музейная ассоциация Кеми перенесла старые здания из карьера Кемийоки. В конце 1960-х годов рядом к парку были перемещены здания старой таможенной застройки Кеми из внутренней гавани.
В 1960-х годах Городской культурный центр был спроектирован для Морского парка. В заявлении профессора Эско Ярвентауса для Градостроительной комиссии в 1965 году Мерипуисто надеялся избежать дальнейшего строительства на территории парка. В результате здание культурного центра было построено в другом месте.
Рядом с парком с 1996 по 2016 годы ежегодно возводился ледовый отель «Снежный замок».

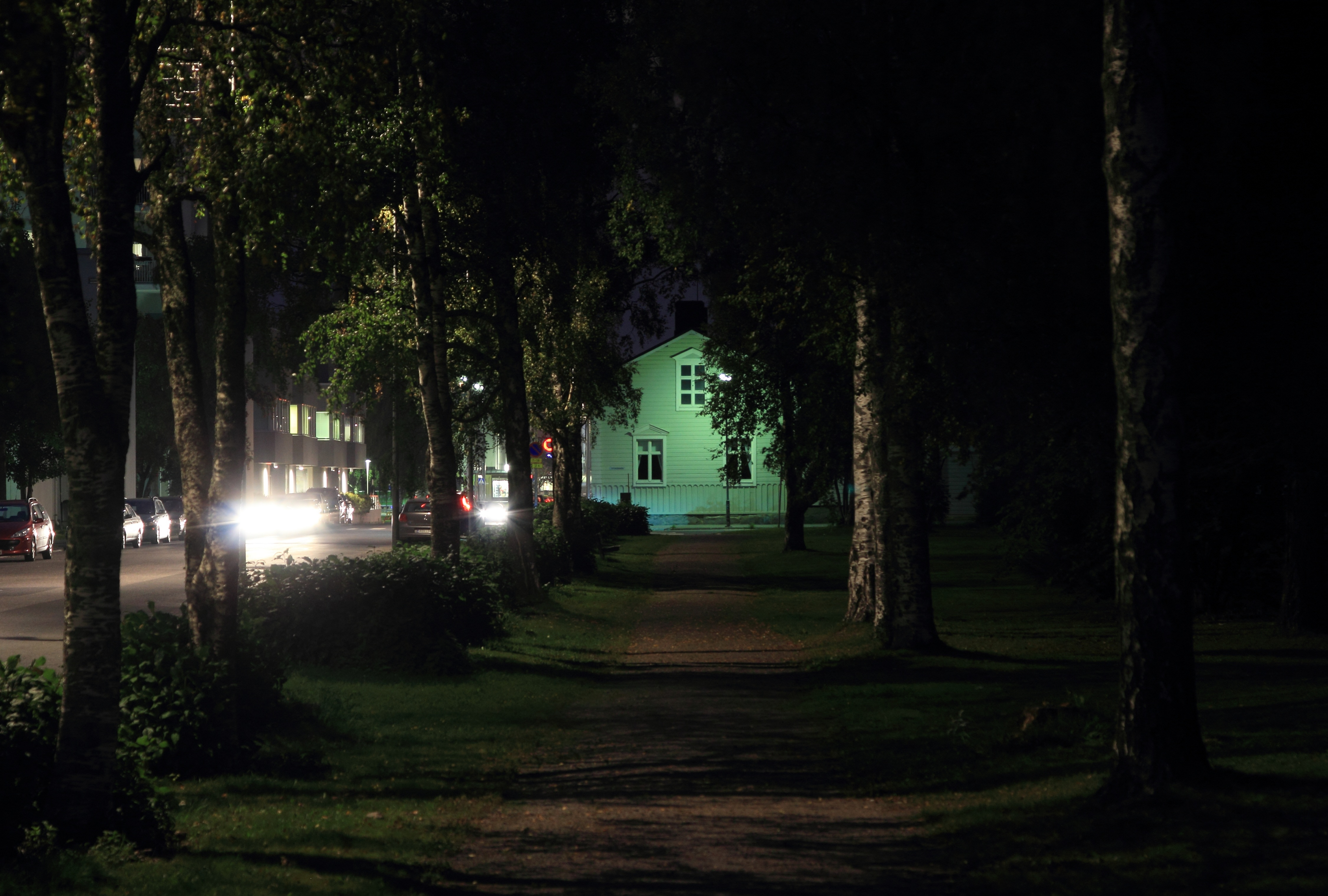
Морской парк ночью
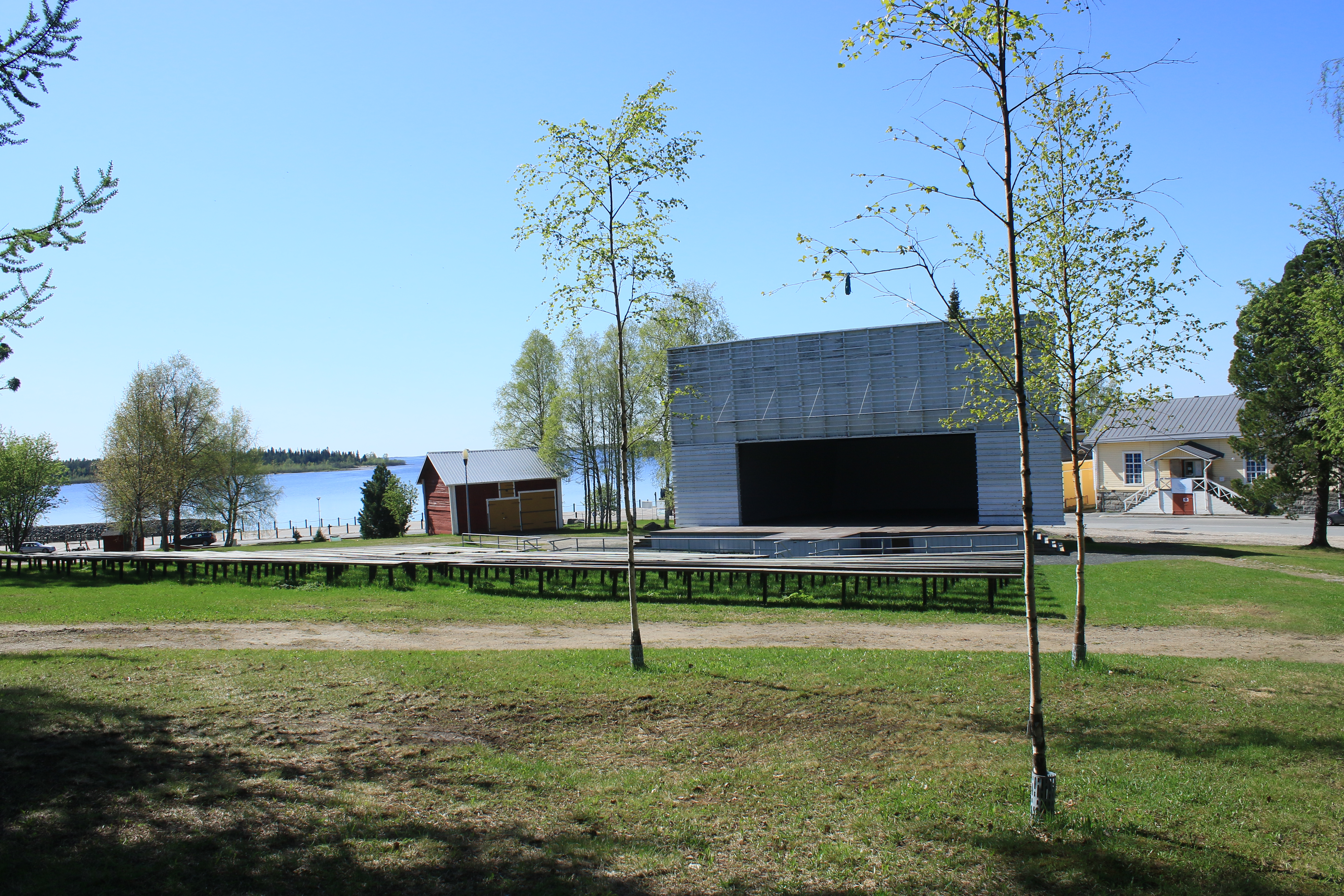
Фестиваль песни
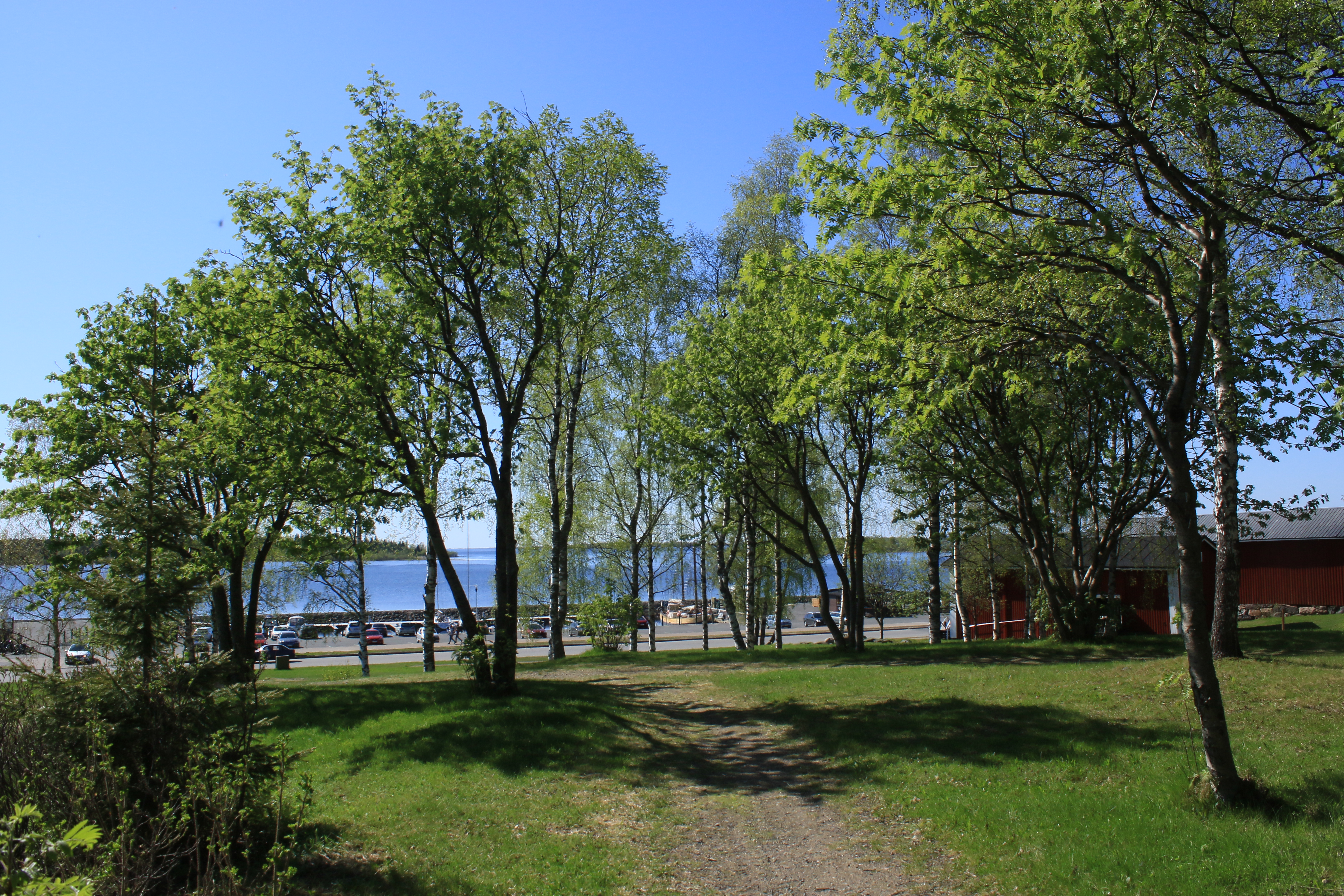